# Dicranopalpus
Dicranopalpus is een geslacht van hooiwagens uit de familie Phalangiidae (Echte hooiwagens).
De wetenschappelijke naam Dicranopalpus is voor het eerst geldig gepubliceerd door Doleschal in 1852. 

## Soorten
Dicranopalpus omvat de volgende 12 soorten:
- Dicranopalpus angolensis
- Dicranopalpus bolivari
- Dicranopalpus brevipes
- Dicranopalpus cantabricus
- Dicranopalpus dispar
- Dicranopalpus gasteinensis
- Dicranopalpus insignipalpis
- Dicranopalpus larvatus
- Dicranopalpus martini
- Dicranopalpus pulchellus
- Dicranopalpus pyrenaeus
- Dicranopalpus ramosus